# Frank Edwards
Pour les articles homonymes, voir Edwards.
Frank Allyn Edwards est né le 4 août 1908 et il est décédé le 23 juin 1967. Ce fut un écrivain et radiodiffuseur américain et un des pionniers de la radio. Il a animé une émission de radio à travers les États-Unis au cours des années 1940 et 1950. Plus tard, il fut également connu pour avoir produit une série de livres populaires, et pour avoir rédigé des publications relatives à l'ufologie, sur les OVNIS, et les phénomènes paranormaux.

## Biographie

### Petite enfance et carrière
Frank Edwards est né à Mattoon, dans l'Illinois. Edwards a diffusé sur les ondes de la station de radio pionnière KDKA AM dans les années 1920, faisant de lui l'un des premiers radiodiffuseurs professionnels.
Au cours des années 1930, Edwards a poursuivi sa carrière à la radio, mais a également occupé divers emplois, dont celui de golfeur professionnel. Il a été engagé par le Département du Trésor des États-Unis pendant la Seconde Guerre mondiale pour promouvoir la vente d’obligations de guerre.

### Radio nationale, OVNIS et controverse
Après la Seconde Guerre mondiale, le système de radiodiffusion mutuelle embaucha Edwards pour organiser un programme national d’actualités et d’opinion parrainé par la Fédération américaine du travail. Le programme d'Edwards fut un succès et remporta un vif populaire à l'échelle nationale.
En 1948, Edwards reçut un exemplaire préliminaire de "Flying Saucers Are Real", un article de magazine écrit par le major à la retraite du Corps des marines des États-Unis, Donald Keyhoe. Bien que déjà intéressé par les rapports d'OVNIS qui avaient fait l'objet d'une large publicité depuis 1947, Edwards fut captivé par les déclarations de Keyhoe selon lesquelles l'armée américaine savait que les soucoupes étaient en réalité des vaisseaux spatiaux extraterrestres. Edwards a commencé à mentionner les OVNIS dans son émission de radio et a écrit plusieurs livres sur le sujet.
Il a été renvoyé de l'émission de radio en 1954 pour des raisons qui restent incertaines. On pensait que son intérêt pour les ovnis en était la cause, mais le rédacteur en chef Rory Stuart a écrit : "George Meany, président de l'AFL, a insisté pour que Frank Edwards ne mentionne aucun dirigeant syndical en chef de son syndicat opposant au programme. Il a catégoriquement refusé et il a été renvoyé". En dépit de milliers de lettres pour protester contre son renvoi, Edwards n’a jamais été réintégré.

### Carrière postérieure
Après son renvoi de Mutual, Edwards a continué à travailler à la radio, principalement dans des stations locales plus petites. Il a créé et animé une émission radiophonique sous licence, Stranger Than Science, qui traitait des OVNIS et d'autres Forteana. En 1959, il publie un livre du même titre, principalement une collection d'émissions de radio.
De 1955 à 1959 et de 1961 à 1962, Edwards fut commentateur pour la télévision WTTV d'Indianapolis, ainsi que sur la station de radio WXLW, également à Indianapolis. En 1964 et est revenu à la télévision sur WLWI. Son livre Strange People rappelle une interview télévisée enregistrée le 3 octobre 1961 avec le psychiatre Peter Hurkos. Lors de son passage en 1958 à WTTV, son émission a expérimenté la publicité subliminale. Le spot précédant son émission contenait la séquence subliminale "Watch Frank Edwards", elle était intercalée avec des messages pour vanter le bacon.
Edwards a fréquemment collaboré au magazine Fate et il a préfacé leur recueil Strange Fate. Il a fait une apparition au Tonight Show Starring Johnny Carson d'octobre 1966, invité par les chanteurs Steve Lawrence et Eydie Gormé. Malgré la sauvegarde des vidéos de la série, cet épisode aurait été présumé perdu. Lors de cette émission télévisée, Eydie Gormé a évoqué le fait qu'elle appréciait diverses émissions de science-fiction, comme Star Trek et Time Tunnel, et Edwards aurait fait diverses références à des observations d'OVNIs, dans le but de promouvoir son livre, Flying Saucers - Serious Business.

## Sa mort
Il est mort le 24 juin 1967 d'une crise cardiaque, soit 20 ans après Kenneth Arnold, l'aviateur américain qui fut le témoin de ce qui est considéré comme la première grande observation d'ovnis, la première observation de « soucoupe volante ».
En fait, Edwards est mort quelques minutes avant minuit le 23 juin 1967 et l'annonce a été faite le 24 juin lors d'une conférence sur les ovnis à New York à New York.